# Алеска
Алеска — река в России, протекает по Волосовскому району Ленинградской области.
Исток — восточнее деревни Сырковицы. В верхнем течении соединена с Врудой. Течёт на юг, протекает между Старыми и Новыми Красницами, восточнее посёлка Курск. Принимает правый приток — Яблоньку, пересекает дорогу Р39, протекает через посёлок Красный Луч и южнее посёлка впадает с левого берега в Сумку, в 5,4 км от устья последней. Длина реки — 12 км.

## Притоки (км от устья)
- 7 км: река Яблонька (правый)

## Данные водного реестра
По данным государственного водного реестра России относится к Балтийскому бассейновому округу, водохозяйственный участок реки — Луга от в/п Толмачево до устья, речной подбассейн реки — подбассейн отсутствует. Относится к речному бассейну реки Нарва (российская часть бассейна).
Код объекта в государственном водном реестре — 01030000612102000026435.